# Nazan Ayas
Nazan Ayas (* 1. März 1960 in Izmir) ist eine türkische Schauspielerin.

## Leben und Karriere
Ayas wurde am 1. März 1960 in Izmir geboren. Ihr Debüt gab sie 1980 in dem Film Eşek Şakası. Anschließens trat sie 1989 in Karılar Koğuşu auf. Zu ihren bekanntesten Filmrollen zählen Kahreden Gençlik, Ateş Böceği und Dehşet Gecesi. Unter anderem bekam sie 2019 eine Rolle in Tek Yürek. Von 2022 bis 2023 spielte Ayas in der Fernsehserie Ben Bu Cihana Sığmazam mit.

## Filmografie (Auswahl)
- 1981: İntikam Yemini
- 1981: Mutlu Ol Yeter
- 1983: Ölüme Son Adım
- 1983: Şekerpare
- 1983: Anlatamadım
- 1986: Ah Bu Kadınlar
- 1987: Cici Kızlar
- 1987: Görüş Günü
- 1994: Talihsiz Bilo
- 1994: Yoksa Yaşlandım mı?
- 1995: Taksim - Sarıyer
- 1995: Yasak Aşk
- 1996: Çıkmaz Yol
- 2000: Kızım ve Ben
- 2002: Kumsaldaki İzler
- 2006: Hasret
- 2006: Yaprak Dökümü
- 2009: Hanımın Çiftliği
- 2022: Evlilik Hakkında Her Şey
- 2022–2023: Ben Bu Cihana Sığmazam